# Benguela (prowincja)
Benguela (port. Província de Benguela) – jedna z prowincji Angoli, znajdująca się w jej zachodniej części, na wybrzeżu Oceanu Atlantyckiego. Od północy graniczy z prowincją Kwanza Południowa, od wschodu z Huambo i od południa z prowincjami Huíla i Namibe. 
Według spisu z 2014 roku obejmuje ponad 2 miliony mieszkańców. Stolicą prowincji jest Benguela. 
Benguela zamieszkana jest głównie przez ludność Owimbundu i Ganguela. Zajmują się oni uprawą roli, rybołówstwem i hodowlą zwierząt.  
Benguela słynie ze swoich plaż: Moreny i Blue Bay, a także portu Lobito, który jest drugim co do ważności portem w kraju. 
Na obszarze prowincji żyją liczne gatunki zwierząt. Wśród nich są zebry, lwy, antylopy, krokodyle, słonie, bawoły i lamparty.

## Podział administracyjny
W skład prowincji wchodzi 9 hrabstw:
| - Benguela - Baía Farta - Balombo - Bocioio - Caimbambo - Chongoroi - Cubal - Ganda - Lobito |